# Tito Jackson
Toriano Adaryll "Tito" Jackson (n. 15 octombrie 1953, Ohio, SUA – d. 15 septembrie 2024, Gallup, New Mexico, SUA) a fost un cântăreț și chitarist american. Jackson a fost un membru original al The Jackson 5 (cunoscut mai târziu sub numele de The Jacksons), care a devenit faimoasă la sfârșitul anilor 1960 și 1970 cu casa de discuri Motown, iar mai târziu a continuat succesul cu grupul la casa de discuri Epic la sfârșitul anilor 1970 și 1980. Tito a fost al treilea copil din familia Jackson.

## Copilărie
Toriano Adaryll Jackson s-a născut al treilea din cei zece copii dintr-o familie muncitoare de culoare care locuia într-o casă cu trei camere din Gary, Indiana. Tatăl său, Joseph , era muncitor la oțelărie. Mama sa, Katherine, este un devotat Martor al lui Iehova. La zece ani, a fost prins cântând la chitara tatălui său după ce a rupt o coardă.  După fixarea corzii, Joe a cerut ca fiul său să cânte pentru el. După ce a terminat, tatăl lui Jackson i-a cumpărat propria chitară. La scurt timp după aceea, Joseph i-a convins pe Tito, Jackie și Jackson să formeze un grup, fiind impresionat de vocea lui Jackie și Jermaine. 

## Carieră
După ce au cântat pentru prima dată în școli și supermarketuri, frații au început să participe la spectacole de talente locale când Jackson avea doisprezece ani. Până atunci, fratele său mai mic Michael, pe atunci in vârstă de șapte ani, devenise solistul oficial al grupului. În 1965, și-au schimbat numele din Jackson Brothers în Jackson Five și au câștigat mai multe spectacole de talente în zona orașului Gary. După ce au câștigat competiția Noaptea Amatorilor pentru Teatrul Apollo în august 1967, Joe Jackson a început să lucreze cu jumătate de normă la oțelărie pentru a-și ajuta fiii să obțină un contract de înregistrare. Grupul a semnat cu Steeltown Records în Gary, Indiana, în noiembrie acel an. În ianuarie 1968, primul single al lui Jackson Five, „Big Boy”, a fost lansat pe eticheta Steeltown.
În 1969, Jackson 5 a semnat cu Motown Records la Detroit și a înregistrat mai multe piese de succes, inclusiv single-urile numărul unu "I Want You Back", "ABC", "The Love You Save" și "I'll Be There", dar în ciuda talentului său de chitarist, Motown a refuzat să-i permită lui Tito să cânte la chitară la oricare dintre sesiunile de înregistrare Jackson 5, forțând în schimb toate părțile lor de chitară să fie interpretate de muzicieni de sesiune. Ca rezultat direct, lucrarea la chitară a lui Tito nu a debutat până când el și Jacksons au părăsit Motown pentru CBS Records în 1976. De asemenea, a început să scrie piese cu frații săi în acest timp. De-a lungul timpului său ca membru Jackson 5 și Jacksons, Tito poate fi auzit în multe înregistrări pe albume, precum ca „Zippee Doo Da” și „Man Of War". Tito, alături de Jackie, au fost membrii cei mai prezenți ai Jacksons, Jermaine, Marlon, Michael și Randy plecând pe căi diferite. După sfârșitul turneului Victory, Tito a efectuat lucrări de sesiune și a lucrat ca producător de discuri. După lansarea albumului 2300 Jackson Street, Jacksons a încetat activitatea de înregistrare.
După ani buni de conducere a grupului său de familie cu fiii săi, 3T, Jackson s-a întors în lumina reflectoarelor naționale după ce s-a reunit cu frații săi la concertul special al lui Michael de 30 de ani de carieră la Madison Square Garden.

### Cariera solo și alte proiecte
Jackson a început o carieră solo în 2003, interpretând ca muzician de blues în diferite cluburi alături de formația sa, care a inclus producătorul și chitaristul Angelo Earl, și o echipă de management care l-a inclus pe Ed Tate. În 2007, în Regatul Unit, Jackson a apărut în juriu la competiția de cântăreți celebri BBC Just the Two of Us în sezonul doi al spectacolului. El l-a înlocuit pe cântărețul Lulu, care a fost juriu în primul sezon. Co-jurii săi au fost antrenorul vocal CeCe Sammy, muzicianul Stewart Copeland și DJ-ul de radio Trevor Nelson. În timpul reality show-ului fraților săi, The Jacksons: A Family Dynasty (2009), care a fost produs, lansat și transmis după moartea fratelui său Michael, a fost unul dintre producătorii executivi alături de ceilalți frați ai săi.
În 2016, Tito Jackson s-a alăturat fraților și surorilor sale și a obținut primul său hit solo în topurile Billboard cu single-ul „Get It Baby”, cu Big Daddy Kane de pe albumul său Tito Time  devenind al nouălea și ultimul frate al familiei Jackson care are un single solo în topuri.  Albumul a fost lansat în Japonia la sfârșitul anului 2016 și în SUA pe iTunes în aprilie 2017. De la lansare, trei single-uri au fost lansate la radio în SUA. Primul single, When the Magic Happens, cu Jocelyn Brown, a fost lansat pe 1 aprilie 2017. Jackson a lansat albumul pentru piața din Marea Britanie în septembrie 2017.

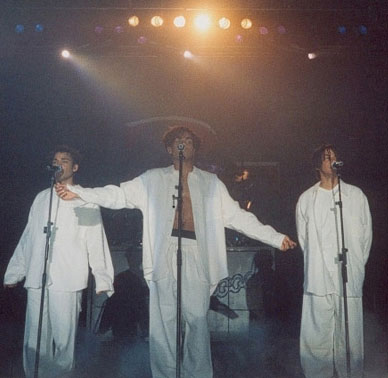
Taryll, TJ și Taj Jackson

## Viața personală
Jackson s-a căsătorit cu Delores „Dee Dee” Martes în iunie 1972, la vârsta de 18 ani și divorțat în 1988.  În 1994, Martes a fost găsită moartă plutind într-o piscină. Moartea a fost inițial considerată accidentală; cu toate acestea, un om de afaceri din Los Angeles, Donald Bohana, a fost ulterior acuzat că a ucis-o și ulterior a fost găsit vinovat de crimă de gradul doi în 2000. A fost condamnat la 15 ani de închisoare pe viață.
Cuplul a avut trei fii, care alcătuiesc grupul muzical 3T:
- Toriano Adaryll Jackson, Jr. („Taj”) (n. 4 august 1973)

- Taryll Adren Jackson (născut la 8 august 1975)

- Tito Joe Jackson („TJ”) (n. 16 iulie 1978).

Jackson a avut șapte nepoți.

## Discografie
| Titlu     | Detalii                                                                               | Poziții de vârf | Poziții de vârf |
| Titlu     | Detalii                                                                               | US              | US R&B          |
| --------- | ------------------------------------------------------------------------------------- | --------------- | --------------- |
| Tito Time | - Lansat pe 21 decembrie 2016 - Casă de discuri: Epic - Formate: CD, digital download | —               | —               |

### Single-uri
| "Get It Baby" (Feat. Big Daddy Kane)                                                                                    | 2016 | — | Tito Time |
| "When The Magic Happens"                                                                                                | 2017 | — | Tito Time |
| "One Way Street" | 2017 | — | Tito Time |
| "We Made It" | 2018 | — | Tito Time |
| "—" indică elementele care nu au fost lansate în țara respectivă sau care nu au reușit să se claseze pe poziții înalte. |      |   |           |